# The Best of 1980-1990
The Best of 1980-1990 & B-sides is een compilatie- cd in gelimiteerde oplage van de Ierse band U2. De dubbel cd werd uitgebracht in oktober 1998. Op deze cd staan de grootste hits van U2 uit de periode 1980-1990.
Op de tweede cd staan de B-kanten uit dezelfde periode. Er werd gespeculeerd dat de dubbel-cd-editie na de eerste week niet meer te verkrijgen zou zijn, maar dat bleek niet zo te zijn. Wél is de dubbel cd in een gelimiteerde oplage uitgebracht.

## Tracklijst
1. Pride (In the Name of Love)
2. New Year's Day
3. With or Without You
4. I Still Haven't Found What I'm Looking For
5. Sunday Bloody Sunday
6. Bad
7. Where the Streets Have No Name
8. I Will Follow
9. The Unforgettable Fire
10. Sweetest Thing
11. Desire
12. When Love Comes to Town
13. Angel of Harlem
14. All I Want Is You

Bono · The Edge · Adam Clayton · Larry Mullen jr.